# 門脇誠
門脇 誠（かどわき まこと、2001年1月24日 - ）は、奈良県奈良市出身のプロ野球選手（内野手）。右投左打。読売ジャイアンツ所属。

## 経歴

### プロ入り前
奈良市立平城小学校2年の時に西大寺ドリームズで野球を始め、奈良市立平城中学校では2年までリトルシニアの京都木津川シニアに所属し、その後はヤングリーグの北大阪ドラゴンズに所属した。
高校は東京都の創価高等学校に進学。1年夏から公式戦に出場し、2年秋からは主将を務めた。3年夏の西東京大会は準々決勝で勝又温史擁する日大鶴ヶ丘に敗れた。甲子園出場経験はない。
東京新大学野球連盟に所属する創価大学では入学直後の1年春からレギュラーの座を掴んだ。3年秋に首位打者と最多打点、4年秋には首位打者のタイトルを獲得し、ベストナインを5回受賞している。
2022年10月20日に行われたプロ野球ドラフト会議において読売ジャイアンツから4巡目で指名を受け、11月18日に契約金5000万円、年俸840万円（金額は推定）で仮契約を結んだ。背番号は35。担当スカウトは柏田貴史。

### 巨人時代
2023年は、新人野手ではただ1人開幕メンバーに入った。4月2日の開幕3戦目で代打で出場するが二ゴロに倒れる。4月5日、開幕から不振の坂本勇人に代わり「8番・遊撃手」としてプロ初先発出場を果たし、2回表の第1打席で平良拳太郎からプロ初安打となる左線二塁打を記録した。4月13日の阪神戦では初適時打と初打点を挙げた。5月9日のDeNA戦では「8番・三塁手」で先発出場し、初盗塁、初本塁打を記録したが、6月までの54試合で18安打しか出ず、打率も.169に留まっていた。しかし7月以降は一転して好調に転じ、1か月でそれまでの安打数に近い17安打を放ち6月下旬から怪我で離脱していた坂本勇人の代わりを務めると、坂本復帰後の8月には26試合出場で21安打、月間打率.339と好調を継続、9月17日のヤクルト戦では9回裏二死一・二塁の場面で清水昇からセンターへプロ初サヨナラ打を記録し、9月18日には8度目の猛打賞を記録して新人としては原辰徳の7回を上回る球団新人歴代5位タイに並んだ。後半戦の好調もあってか126試合で打率こそ.263ではあったが前半戦の不調を一気に覆す数字となった。最終的には遊撃手のレギュラーとして定着、坂本勇人が三塁手へ転向するまでに至った。ルーキーイヤーはシーズンを通して一度も二軍降格することなく一軍を完走した12球団唯一の新人野手となった。
オフシーズンにはカーネクスト アジアプロ野球チャンピオンシップ2023（11月16日 - 19日・東京ドーム）に出場する日本代表に選出された。19日に行われた決勝・韓国戦では、タイブレークの延長10回に三遊間を破るサヨナラ打を放ち、大会連覇に貢献。15打数6安打2打点の活躍で打率4割を記録し、MVPにも選出された。
11月29日の契約更改では球団新人野手最高となる269%（2260万円）アップの推定年俸3100万円でサインし、背番号が5に変更されることが発表された。
2024年は、オープン戦から不調が続き、守備でも4月までで4失策と乱れ、一時期はルーキーの泉口友汰にスタメンを奪われたが、7月には打率.269、8月には打率.295と復調した。その後は再び遊撃手のレギュラーとして定着。最終的に129試合に出場し、打率.243、0本塁打、21打点、9盗塁を記録。11月22日、1400万円増となる推定年俸4500万円で契約を更改した。

## 選手としての特徴・人物
50m5.8秒の俊足にパンチ力のある打撃と華麗な守備にも定評がある三拍子揃った遊撃手。プロ1年目の2023年シーズンは遊撃手以外に三塁手や二塁手としても起用され、株式会社DELTAのデータを基にしたUZRは遊撃では6.4、三塁では11.7と好成績だった。しかし、遊撃65試合、三塁48試合と出場機会が分かれていた結果、ゴールデン・グラブ賞の対象の試合数（71試合以上）を満たせず、投票を受ける権利を得られなかった。
高校1年夏の西東京大会初戦から大学4年秋のリーグ戦まで、公式戦116試合全てフル出場（999イニング）を果たしたタフネスさもセールスポイントである。
守備面では元東京ヤクルトスワローズの宮本慎也、打撃面では福岡ソフトバンクホークスの近藤健介を理想として挙げている。
愛称はセールスポイントのタフネスさ由来の「ストロング門脇（命名者は巨人入団1年目の監督・原辰徳）」、「ワッキー」など。

## 詳細情報

### 年度別打撃成績
| 年 度     | 球 団     | 試 合 | 打 席 | 打 数 | 得 点 | 安 打 | 二 塁 打 | 三 塁 打 | 本 塁 打 | 塁 打 | 打 点 | 盗 塁 | 盗 塁 死 | 犠 打 | 犠 飛 | 四 球 | 敬 遠 | 死 球 | 三 振 | 併 殺 打 | 打 率 | 出 塁 率 | 長 打 率 | O P S |
| --------- | --------- | ----- | ----- | ----- | ----- | ----- | -------- | -------- | -------- | ----- | ----- | ----- | -------- | ----- | ----- | ----- | ----- | ----- | ----- | -------- | ----- | -------- | -------- | ----- |
| 2023      | 巨人      | 126   | 348   | 316   | 34    | 83    | 12       | 1        | 3        | 106   | 21    | 11    | 5        | 14    | 0     | 18    | 3     | 0     | 58    | 4        | .263  | .302     | .335     | .638  |
| 2024      | 巨人      | 129   | 405   | 350   | 29    | 85    | 9        | 1        | 0        | 96    | 21    | 9     | 3        | 16    | 0     | 37    | 7     | 2     | 63    | 3        | .243  | .319     | .274     | .593  |
| 通算：2年 | 通算：2年 | 255   | 753   | 666   | 63    | 168   | 21       | 2        | 3        | 202   | 42    | 20    | 8        | 30    | 0     | 55    | 10    | 2     | 121   | 7        | .252  | .311     | .303     | .615  |

- 2024年度シーズン終了時

### 年度別守備成績
| 年 度 | 球 団 | 二塁  | 二塁  | 二塁  | 二塁  | 二塁  | 二塁     | 三塁  | 三塁  | 三塁  | 三塁  | 三塁  | 三塁     | 遊撃  | 遊撃  | 遊撃  | 遊撃  | 遊撃  | 遊撃     |
| 年 度 | 球 団 | 試 合 | 刺 殺 | 補 殺 | 失 策 | 併 殺 | 守 備 率 | 試 合 | 刺 殺 | 補 殺 | 失 策 | 併 殺 | 守 備 率 | 試 合 | 刺 殺 | 補 殺 | 失 策 | 併 殺 | 守 備 率 |
| ----- | ----- | ----- | ----- | ----- | ----- | ----- | -------- | ----- | ----- | ----- | ----- | ----- | -------- | ----- | ----- | ----- | ----- | ----- | -------- |
| 2023  | 巨人  | 12    | 23    | 21    | 1     | 4     | .978     | 48    | 31    | 73    | 2     | 8     | .981     | 65    | 86    | 138   | 2     | 37    | .991     |
| 2024  | 巨人  | 2     | 0     | 0     | 0     | 0     | ----     | 16    | 5     | 20    | 2     | 1     | .926     | 107   | 144   | 290   | 14    | 53    | .969     |
| 通算  | 通算  | 14    | 23    | 21    | 1     | 4     | .978     | 64    | 36    | 93    | 4     | 9     | .970     | 172   | 230   | 428   | 16    | 90    | .976     |

- 2024年度シーズン終了時
- 各年度の太字はリーグ最高

### 表彰
NPB
- 月間サヨナラ賞：1回（2023年9・10月）

国際大会
- アジア プロ野球チャンピオンシップMVP：1回（2023年）
- アジア プロ野球チャンピオンシップベストナイン：1回（2023年）

### 記録
初記録
- 初出場、初打席：2023年4月2日、対中日ドラゴンズ3回戦（東京ドーム）、7回裏に赤星優志の代打として出場、勝野昌慶から二ゴロ[24]
- 初先発出場：2023年4月5日、対横浜DeNAベイスターズ2回戦（横浜スタジアム）、「8番・遊撃手」で先発出場[7]
- 初安打：同上、2回表に平良拳太郎から左線二塁打[8]
- 初打点：2023年4月13日、対阪神タイガース3回戦（東京ドーム）、2回裏に西純矢から右前適時打[25]
- 初盗塁：2023年5月9日、対横浜DeNAベイスターズ6回戦（HARD OFF ECOスタジアム新潟）、4回表に二盗（投手：トレバー・バウアー、捕手：伊藤光）
- 初本塁打：同上、6回表にトレバー・バウアーから右越2ラン[10]

### 背番号
- 35（2023年[6]）
- 5（2024年[15] - ）

### 登場曲
- 「Stand Out Fit In」ONE OK ROCK（2023年オープン戦）
- 「POP!」NAYEON（2023年）
- 「Wicked Wonderland」Martin Tungevaag（英語版）（2023年）
- 「美しい日」SUPER BEAVER（2023年5月 - 同年終了）
- 「ロコ・モーション」グランド・ファンク・レイルロード（2024年 - ）

### 代表歴
- 2023 アジア プロ野球チャンピオンシップ 日本代表